# Distretto di Yağlıdere
Il distretto di Yağlıdere (in turco Yağlıdere ilçesi) è uno dei distretti della provincia di Giresun, in Turchia.